# Wirmsthal

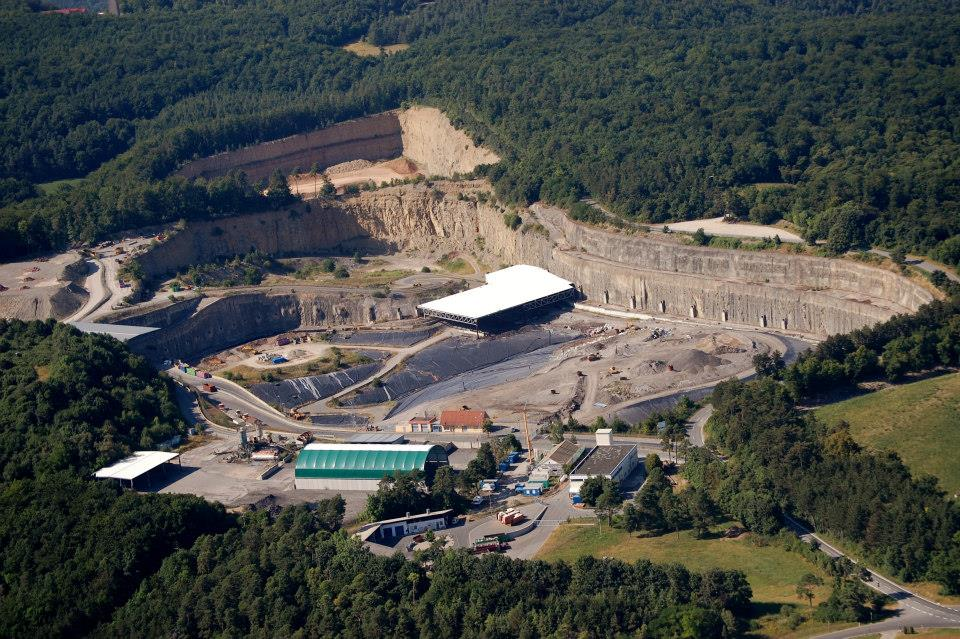
Kreismülldeponie in Wirmsthal

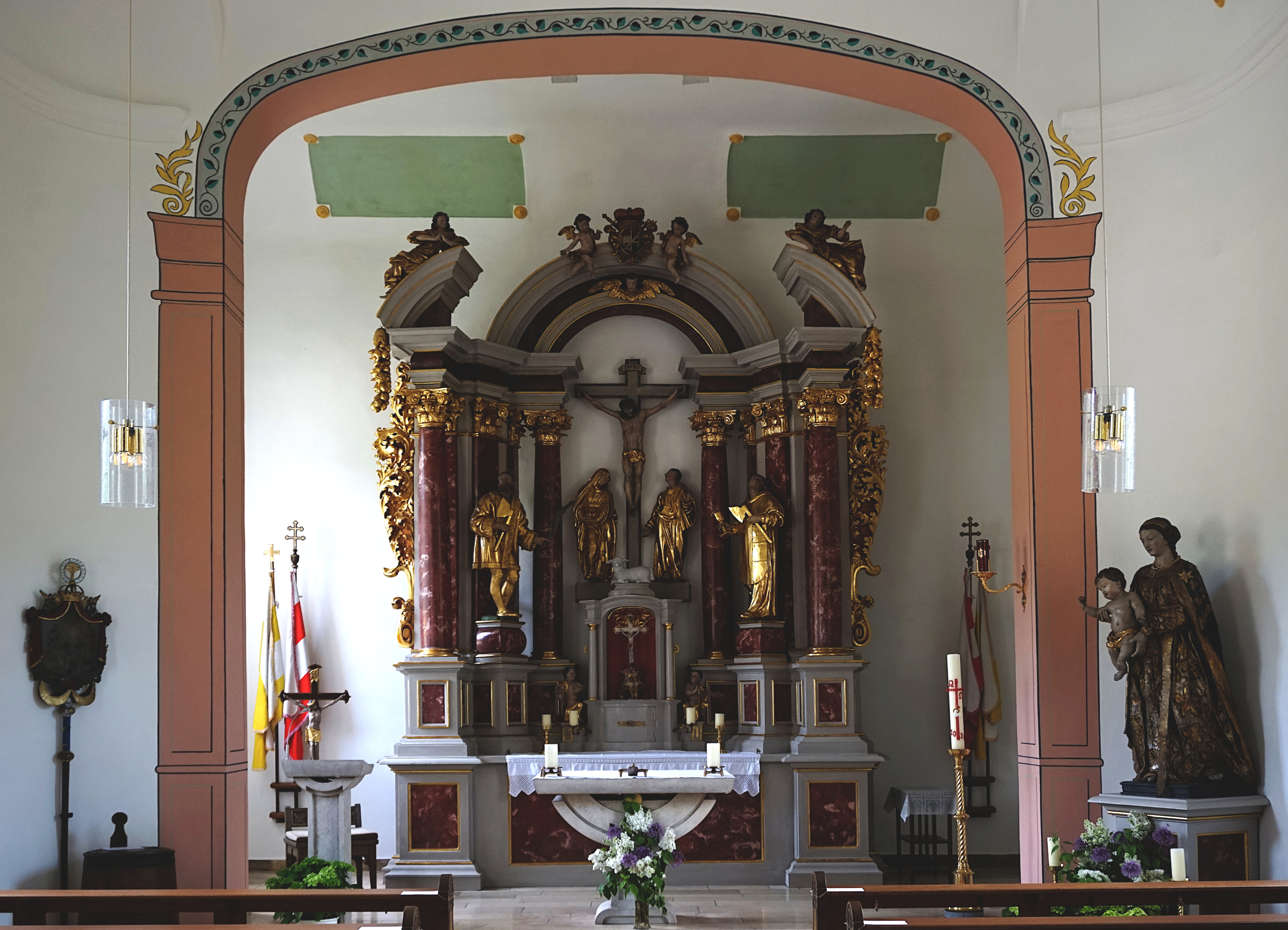
Der Innenraum der Wirmsthaler St. Johannes der Täufer Kirche

Wirmsthal ist ein Gemeindeteil des Marktes Euerdorf im unterfränkischen Landkreis Bad Kissingen in Bayern. Wirmsthal ist der nördlichste Weinort des Weingebietes Franken und einer von mehreren Weinanbauorten der Region.

## Geographische Lage

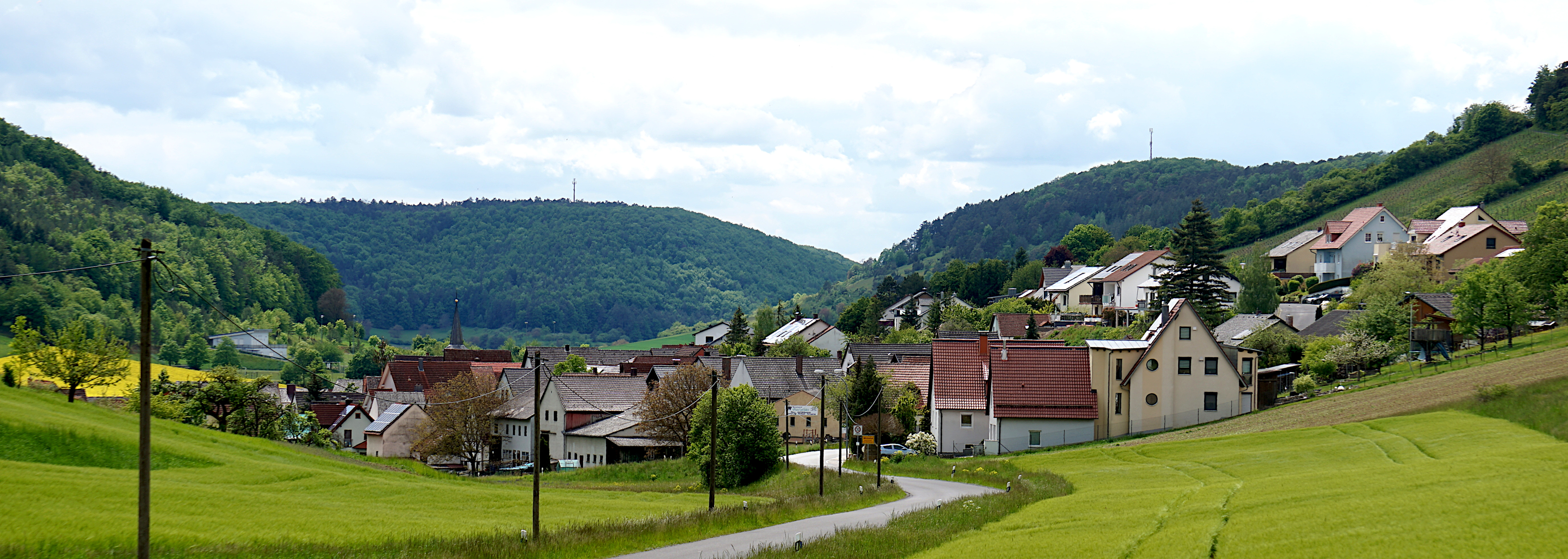
Wirmsthal vom Osten aus gesehen

Das Kirchdorf Wirmsthal liegt östlich von Euerdorf an der Kreisstraße Kreisstraße KG 7. Westwärts mündet die KG 7 in die KG 4, die einerseits nach Ramsthal führt und andererseits in die Staatsstraße 2290 mündet. Ostwärts verlässt den Ort eine Gemeindeverbindungsstraße, die nahe der Mülldeponie Wirmsthal in die Kreisstraße KG 46 übergeht, die in die Bundesstraße 286 mündet.

## Geschichte
Wirmsthal entstand als Ansiedlung eines Widem-Gutes, das Pfründe einer Kirche oder eines Klosters war. Daraus entwickelte sich, beginnend mit „Widermestal“ und „Widmerstal“, der heutige Name des Ortes. Für das Jahr 715 wird die Entstehung des Hofes des Echternacher Weingutverwalters vermutet.
Der zur Urpfarrei gehörende Ort hatte im Lauf der Zeit mehreren Besitzer, so Fulda, Würzburg sowie den Herren von Trimberg und Henneberg, bis es schließlich endgültig an das Hochstift Würzburg ging. Die erste bekannte Erwähnung einer Wirmsthaler Kirche stammt aus dem Jahr 1614; ihre Entstehungszeit ist jedoch unbekannt. Etwa zu dieser Zeit wurde örtliche Friedhof errichtet. Die heutige Wirmsthaler St. Johannes der Täufer-Kirche entstand im Jahr 1823.
Wirmsthal war bis zum Ersten Weltkrieg neben dem Weinanbau auch für seinen Obstanbau bekannt. Dies änderte sich jedoch durch den verstärkten Import von Südfrüchten.
Im Jahr 1950 entstand mit der KG 7 eine Verbindungsstraße zwischen Wirmsthal und Euerdorf.
Am 1. Mai 1978 wurde Wirmsthal im Rahmen der Gebietsreform in Bayern ein Gemeindeteil von Euerdorf.